# Rowland Hill, 1:e viscount Hill

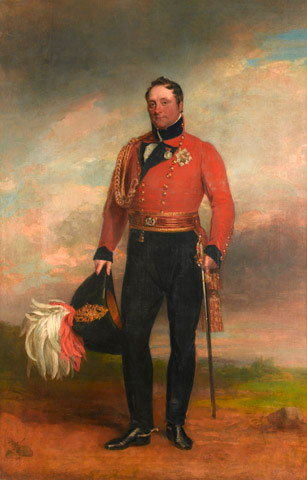
Rowland Hill, 1:e viscount Hill 1819.

Rowland Hill, 1:e viscount Hill, född den 11 augusti 1772 i Prees, Shropshire, död den 10 december 1842 i Hadnall, Shropshire, var en engelsk general.
Hill inträdde i den engelska hären 1790, där han befordrades hastigt. Han var överste i Egypten 1801, kommenderade 1803 en brigad på Irland och kom 1808 som generalmajor till Portugal. Där fick han tillfälle att utmärka sig under reträtten till La Coruña och i slaget vid Talavera 1809. År 1810 måste han på grund av sjukdom vända tillbaka till England, men kom redan det följande år igen till Spanien, där han blev generallöjtnant och armékårschef och besegrade general Gérard vid Arroyo dos Molinos, intog 1812 fästningen Almaraz och deltog med utmärkelse i striderna 1813 vid Vitoria, Orthez och Toulouse. År 1814 upphöjdes han till baron av Almaraz och Hawkstone och blev peer. Under fälttåget 1815 kommenderade han före Wellingtons ankomst hären i Belgien, men deltog inte i slaget vid Waterloo, under vilket han täckte förbindelsen mellan Mons och Bryssel. Efter kriget blev han kvar i Frankrike som överbefälhavare för de engelska trupper, som bildade ockupationsstyrkan. År 1825 befordrades han till general, blev 1827 guvernör i Plymouth och 1828 överbefälhavare för den brittiska armén. År 1842 lämnade han den aktiva tjänsten med titeln viscount.